# Suphisellus minimus
Suphisellus minimus is een keversoort uit de familie diksprietwaterkevers (Noteridae). De wetenschappelijke naam van de soort werd in 1922 gepubliceerd door Leopold Gschwendtner.